# 茅野亮
茅野 亮（ちの たすく、1934年12月12日 - 2010年5月4日）は、日本の実業家。すかいらーく創業者兄弟の次兄で、同社初代代表取締役社長を務めた。

## 人物・経歴
長野県諏訪市出身。長野県諏訪農業高等学校（現長野県富士見高等学校）卒業。農家の養子となって10年間農業に従事したのち、1961年上京。兄弟である横川端、横川紀夫、横川竟とともに、1962年に保谷町のひばりが丘団地でことぶき食品を設立し同社社長に就任。1970年に府中市の甲州街道沿いですかいらーく国立店を開設したのを皮切りに、全国にファミリーレストランを展開して成功させた。2010年急性肺炎のため死去。享年75。